# Lozère
Lozère (IPA: [lɔˈzɛʁ]; okcitánul: Losera) francia megye (département) 2016. január 1-től Okcitánia, korábban Languedoc-Roussillon régióban, a Francia-középhegység déli részén. Székhelye (prefektúrája) Mende. A megye nagyrészt a történelmi Gévaudan tartomány területén fekszik és az ország legkisebb lélekszámú és legritkábban lakott megyéje (népsűrűsége 15 fő/km²).

## Természetföldrajz

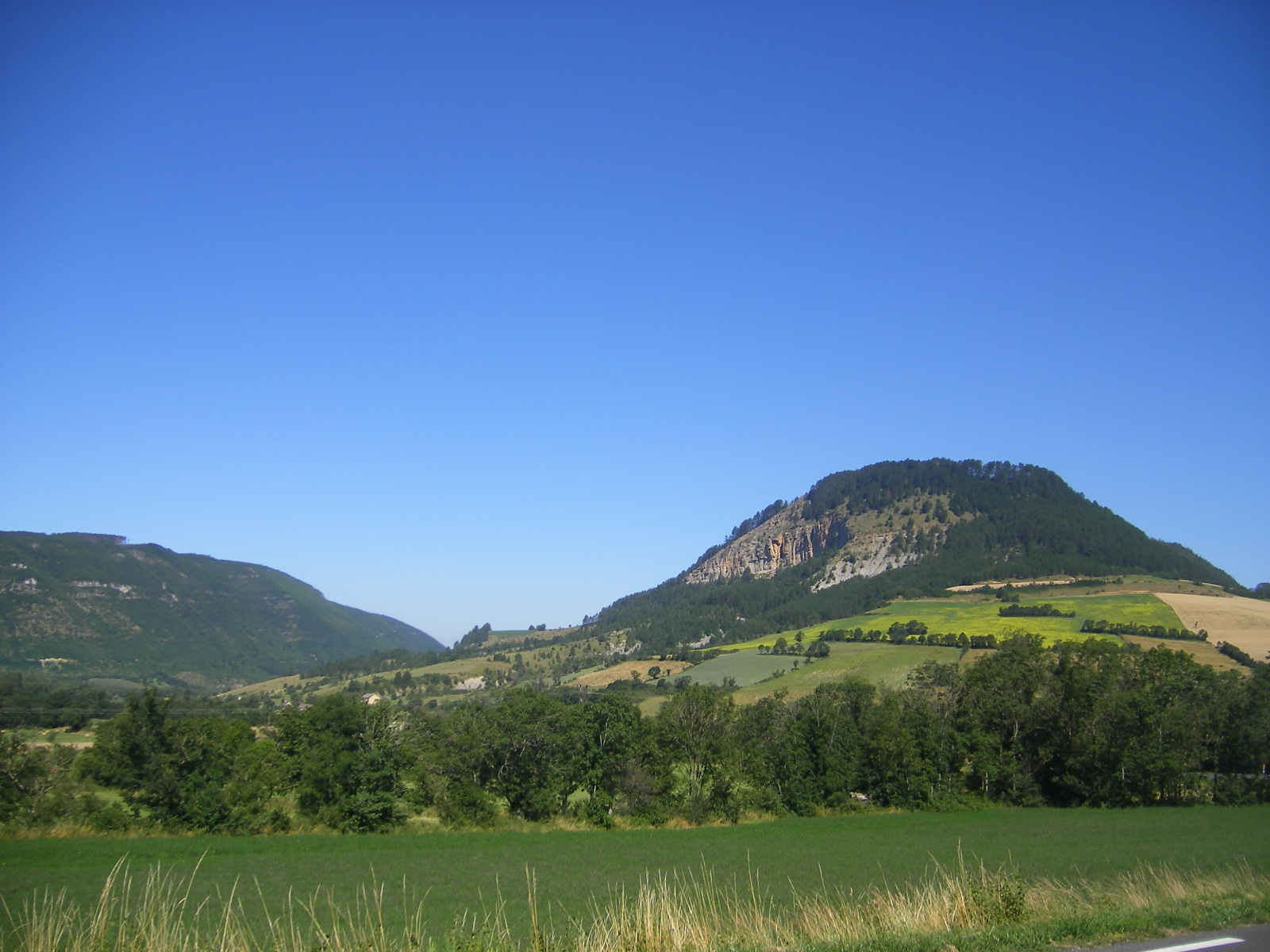
A Truc de Balduc 1104 m magas csúcsa

Lozère a Francia-középhegység (Massif Central) déli, legnagyobb átlagmagasságú részén terül el. Területén ered a Loire, a Lot, a Tarn és az Allier. Déli részén a Cévennek vonulata magasodik, melytől északra nagy karsztfennsíkok (causse-ok) terülnek el (a legnagyobbak a Causse de Sauveterre és a Causse de Méjean), melyeket a Tarn több száz méter mélyre bevágódott szurdokvölgye választ el egymástól. A Lot-folyó völgye a megye központja, itt terül el a legjelentősebb település, Mende városa is. A Lot-tól északra Felső-Gévaudanban a Margeride-hegység gránitvonulata húzódik, mely 1551 m-ig magasodik (Truc de Fortunio). A Margeride-et nyugatról a Truyère és a Colagne völgye választja el az Aubrac-hegység vulkanikus eredetű fennsíkjától (melynek legmagasabb pontja az 1469 m magas Mailhebiau).
A megye területének 45%-át erdő borítja, melynek 70%-a tűlevelű fafajták alkotják . Az erdők 80%-a magántulajdonban van. A leginkább erdősült területeket a Cévennekben találjuk, a Margeride-hegységben csak a vonulat gerincének környékén jellemzőek. A legnagyobb összefüggő erdőterület a Mercoire-erdőség, a Lozère-hegytől északra.
A megye egyike az ország leginkább hegyvidéki jellegű vidékeinek és ez éghajlatában is tükröződik. Telente rendszeres a havazás, a januári középhőmérséklet 1 °C, a júliusi 16 °C.

## Történelem

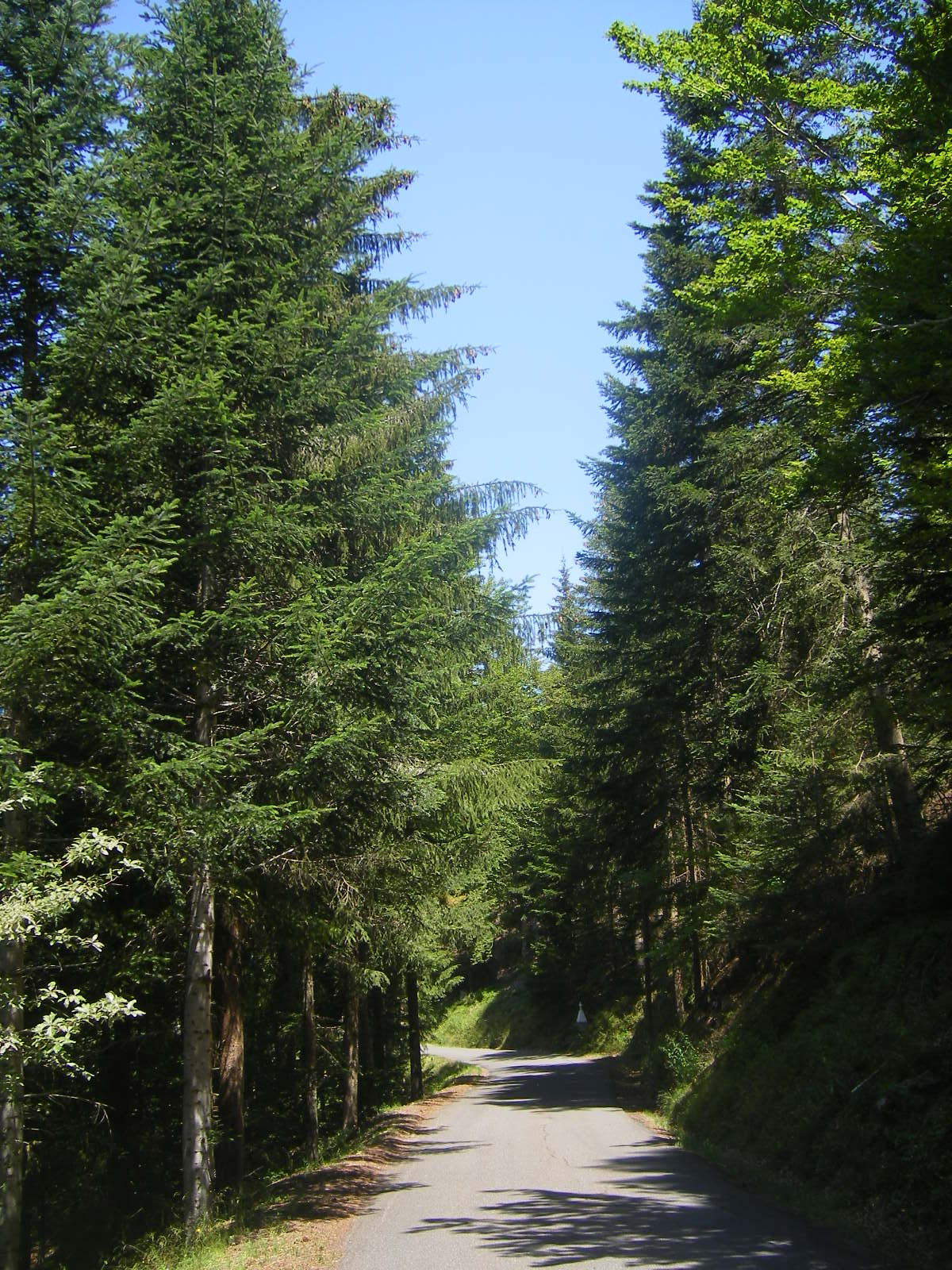
A megye legnagyobb erdeje a Mercoire-erdő

A mai Lozère területe a francia forradalomig Languedoc tartomány része volt Gévaudan néven, legfőbb hűbérura a mende-i püspök volt. 1790 januárjában alakult meg a megye mai területével, nevét a Lozère-hegyről kapta. Gévaudan egy részét (Saugues vidékét) Haute-Loire megyéhez csatolták. A püspökök elveszítették világi hatalmukat, 1791-ben Jean-Arnaud de Castellane püspök megtagadta az egyház polgári alkotmányára való esküt és Svájcba menekült (egy évvel később visszatért Franciaországba, ekkor elfogták és kivégezték). Az alkotmányos püspök 1794-ig Étienne Nogaret lett, majd 1802-ig megszűnt a püspökség. A forradalommal szembeszegülő papok 1792. február 26-án feltüzelték a Mende-környéki parasztokat, akik elfoglalták a várost, kiverték és Marvejolsig üldözték a katonaságot, majd elmaradt munkanapjaik kárpótlásaképpen adót vetettek ki a hazafiakra. Tíz hazafit bebörtönöztek, Nogaret püspököt túszként elfogták, bezárták a jakobinus klubot és több házat leromboltak. 1793 májusában ismét royalista felkelés tört ki Lozère és Aveyron megyékben, melyet Marc-Antoine Charrier [1], a Rendi Gyűlés egykori képviselője vezetett. A felkelést gyorsan leverték, Charriert augusztus 17-én Rodez-ban kivégezték. A megye északi, katolikus része királypárti, míg a déli, protestáns-hugenotta vidékek lakói republikánus érzelműek voltak (ez a politikai kettősség ma is megfigyelhető, a választásokon északon általában a jobboldali, délen a baloldali pártok szereznek többséget). A jakobinus terror a vidéket nagyrészt elkerülte, mindössze 40 ellenforradalmárt végeztek ki (a forradalmi megtorlást François Dalzan Delapierre közvádló vezette, aki La Malène-ban börtönöztette be Charrier lázadóit.
A 19. és a 20. században a városokba történő elvándorlás miatt a megye lakossága folyamatosan csökkent. Hanyatlásnak indult az egykor virágzó cévenneki selyemhernyó-tenyésztés is. Különösen sok lozère-i vándorolt Párizsba, valamint a Francia-középhegység peremén levő szénmedencékbe.
A második világháború idején a nehezen megközelíthető hegyvidéki területeken a dél-franciaországi ellenállás (maquis) egyik legfontosabb központja alakult ki. A nehezen megközelíthető Mont Mouchet-n 1943-1944-ben 4 ezer maquisard táborozott. A németek nem tudták felvenni a harcot a partizánokkal, így felégették Clavières, Lorcières és Paulhac-en-Margeride községeket, valamint számos hegyi tanyát.

## Közigazgatás

Lozère kerületei és kantonjai

Lozère megye közigazgatásilag két kerületre (arrondissement) oszlik, melyeknek székhelye Mende és Florac. A megye összesen 185 községét (commune) 25 kanton (canton) csoportosítja (a kantonokhoz 5-12 község tartozik). A községek az 1990-es évek óta településtársulásokba tömörülhetnek, 2008-ban 176 község 23 településtársulást (intercommunalité) alkotott. 
- Lozère megye községei
- Lozère megye kantonjai
- Lozère megye településtársulásai

### Legnépesebb települések
(Népességi adatok: 2011-es népszámlálás)
- Mende (12 163 fő)
- Marvejols (4 992 fő)
- Saint-Chély-d’Apcher (4 255 fő)
- Langogne (2 969 fő)
- Florac (1 963 fő)
- La Canourgue (2 119 fő)
- Saint-Alban-sur-Limagnole (1 500 fő)
- Chanac (1 421 fő)
- Aumont-Aubrac (1 104 fő)
- Chirac (1 161 fő)

## Gazdaság

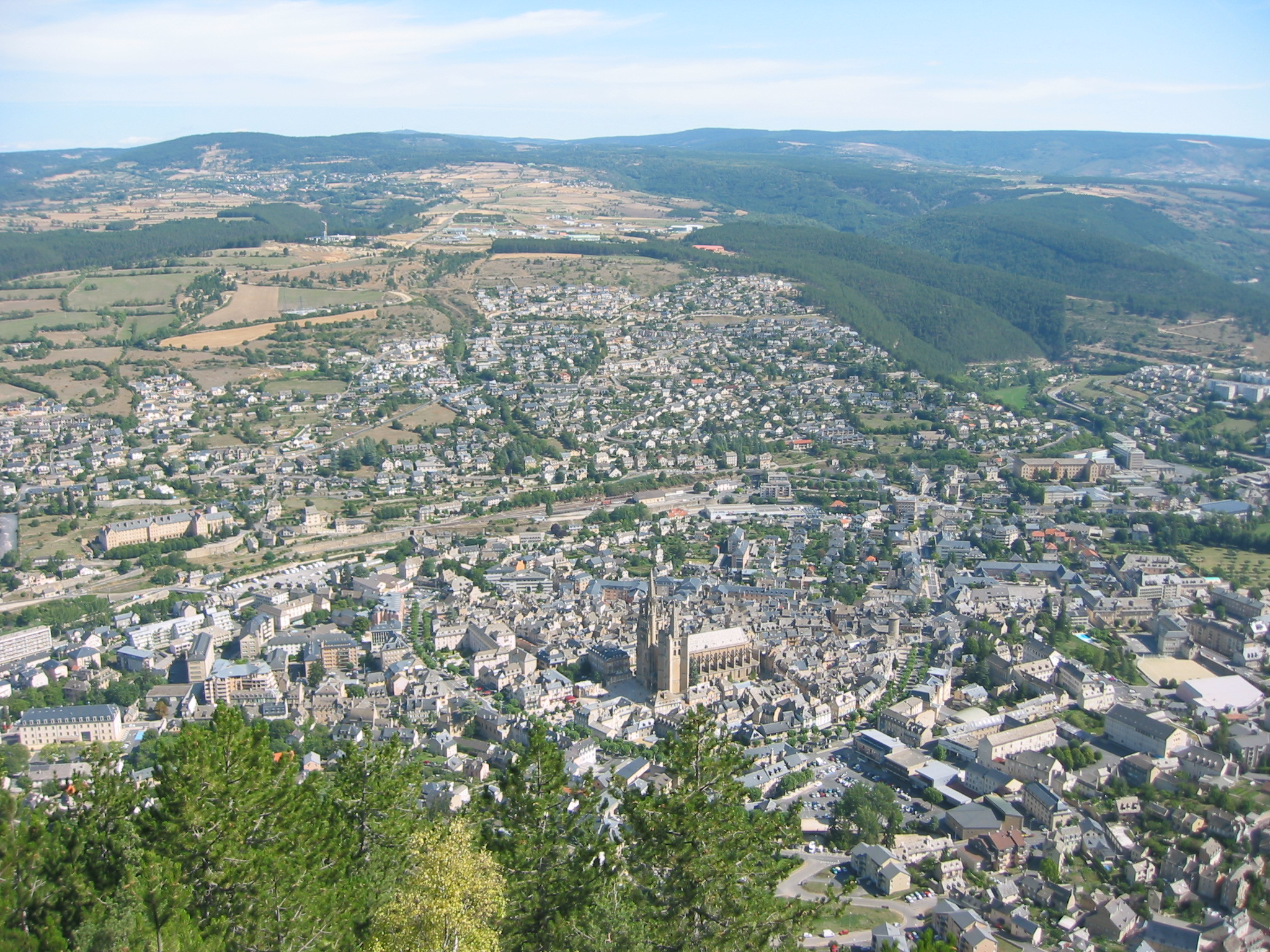
A megyeszékhely, Mende látképe a Mimat-hegyről

A megye gazdasága sokáig a mezőgazdaságon (túlnyomórészt az állattenyésztésen) alapult. A szarvasmarha- és a juhtartás szerepe ma is nagy, de egyre fontosabb szerepet játszik az idegenforgalom is, mely elsősorban a Tarn-szurdokvölgye és a Cévennek felé irányul. Sokan látogatják az Aven Armand és a Dargilan-barlangot is. A nehézipart Saint-Chély-d’Apcher kohászati üzeme képviseli, a hagyományos gyapjúfeldolgozás központja Mende. La Canourgue-ban 2001 óta elektronikai kábelek gyártása folyik.
A megye közlekedési szempontból sokáig elszigeteltnek számított, bár már a középkorban is fontos zarándokutak haladtak rajta keresztül. Az 1880-as évek óta vasúti összeköttetése van (ekkor épült meg a Clermont-Ferrand–Langogne vasútvonal) és az ezredfordulóra befejezték a Clermont-Ferrandot Montpellier-vel összekötő autópálya építését is, mely a megye nyugati részén halad át. Mende-ban repülőtér is található.

### Vízierőművek

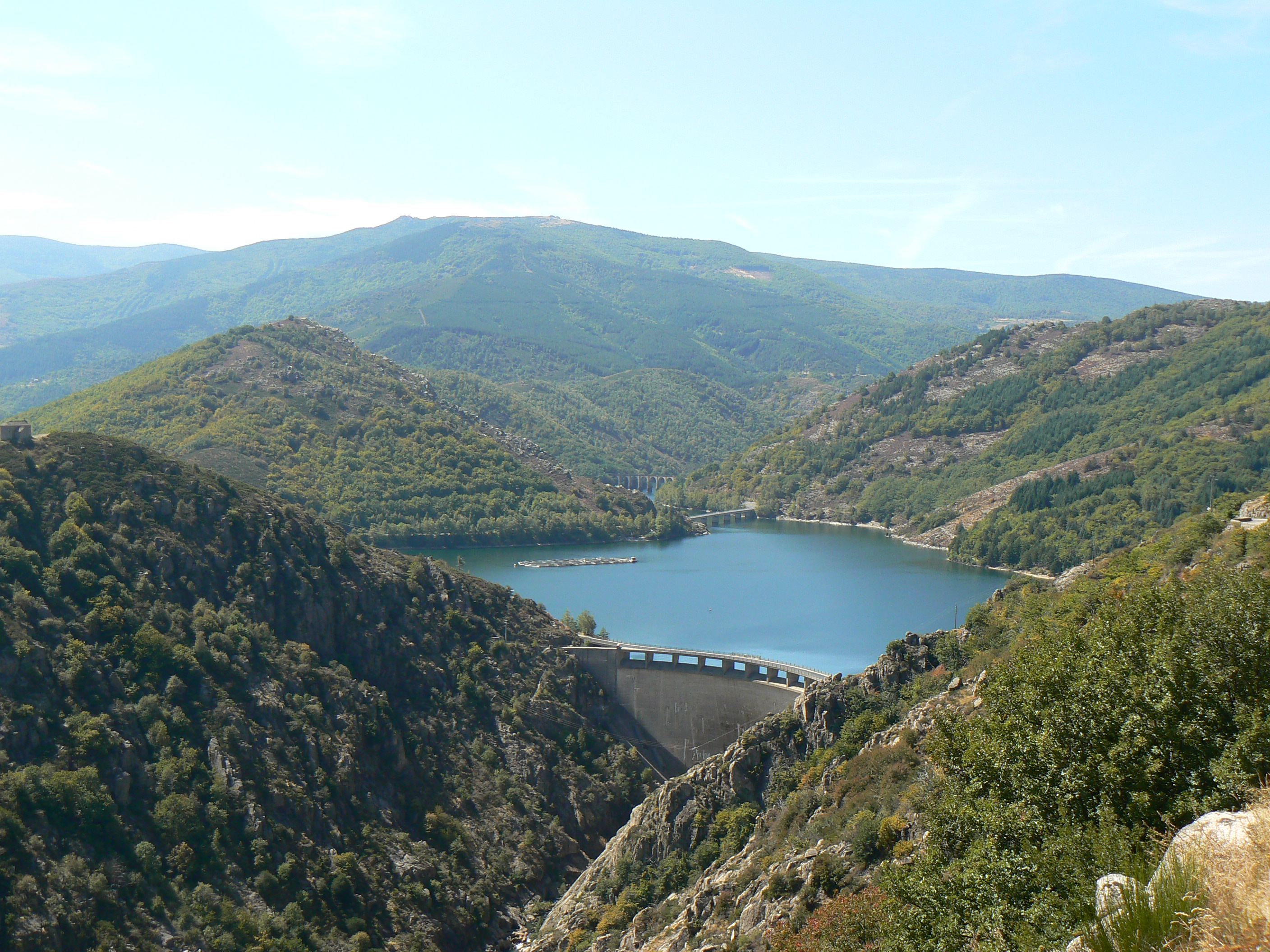
A Villefort-i víztározó

- Puylaurent-duzzasztógát - 3,4 MW-os erőmű a Chassezac-folyón
- Centrale du Vergne
- Naussac- 1976-1982 között kialakított 10,5 km²-es víztározó
- Verdezun
- Pied-de-Borne-vízierőmű - a Chassezac-folyón
- Roujane-gát - a Borne-on
- Villefort - 1964-ben épült vízierőmű (Bayard-gát) az Altier-folyón (1,27 km²-es víztározó)

### Bányászat
- Les Bessons - földpátbányászat
- Lachamp és Saint-Julien-du-Tournel - palakitermelés
- Lueysse, Saint-Laurent-de-Trèves és Inos - mészkőkitermelés

### Ma már nem működő bányák
- Allenc - ólom- és ezüstbányászat
- Les Cayres - baritbányászat 1950-ig
- Masseguin - mangánbányászat 1951-ig
- Le Mazel - ólom- és cinkbányászat 1953-ig
- Montmirat - ólombányászat 1909-ig
- Cellier - uránbányászat 1956-1990 között
- Saint-Léger-de-Peyre - ezüsttartalmú ólomérc bányászata 1930-1937 között
- Villefort - réz-, ezüst- és ólomércbányászat a 20. század elejéig.

## Nevezetességek

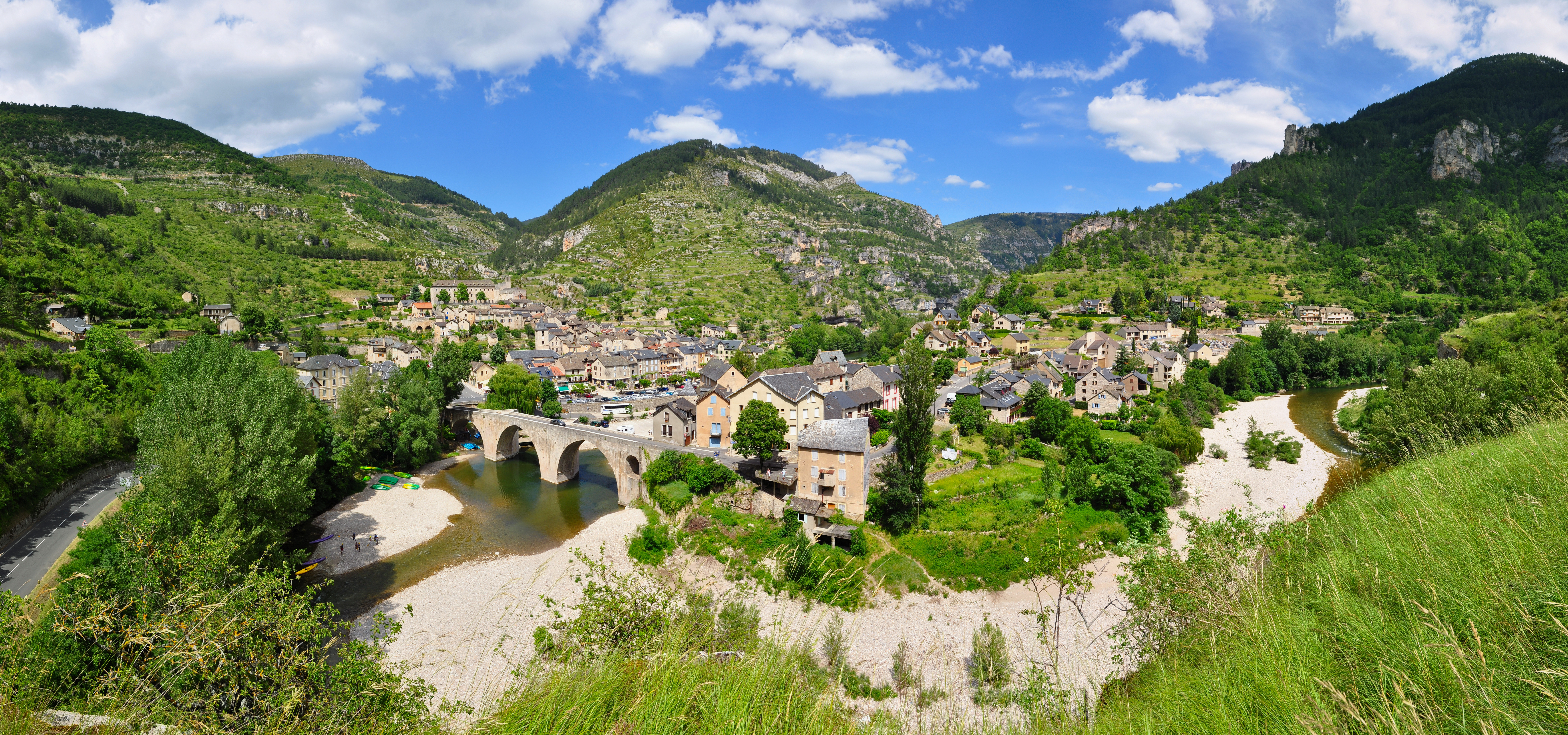
Sainte-Enimie és a Tarn szurdokvölgye

### Természeti látványosságok

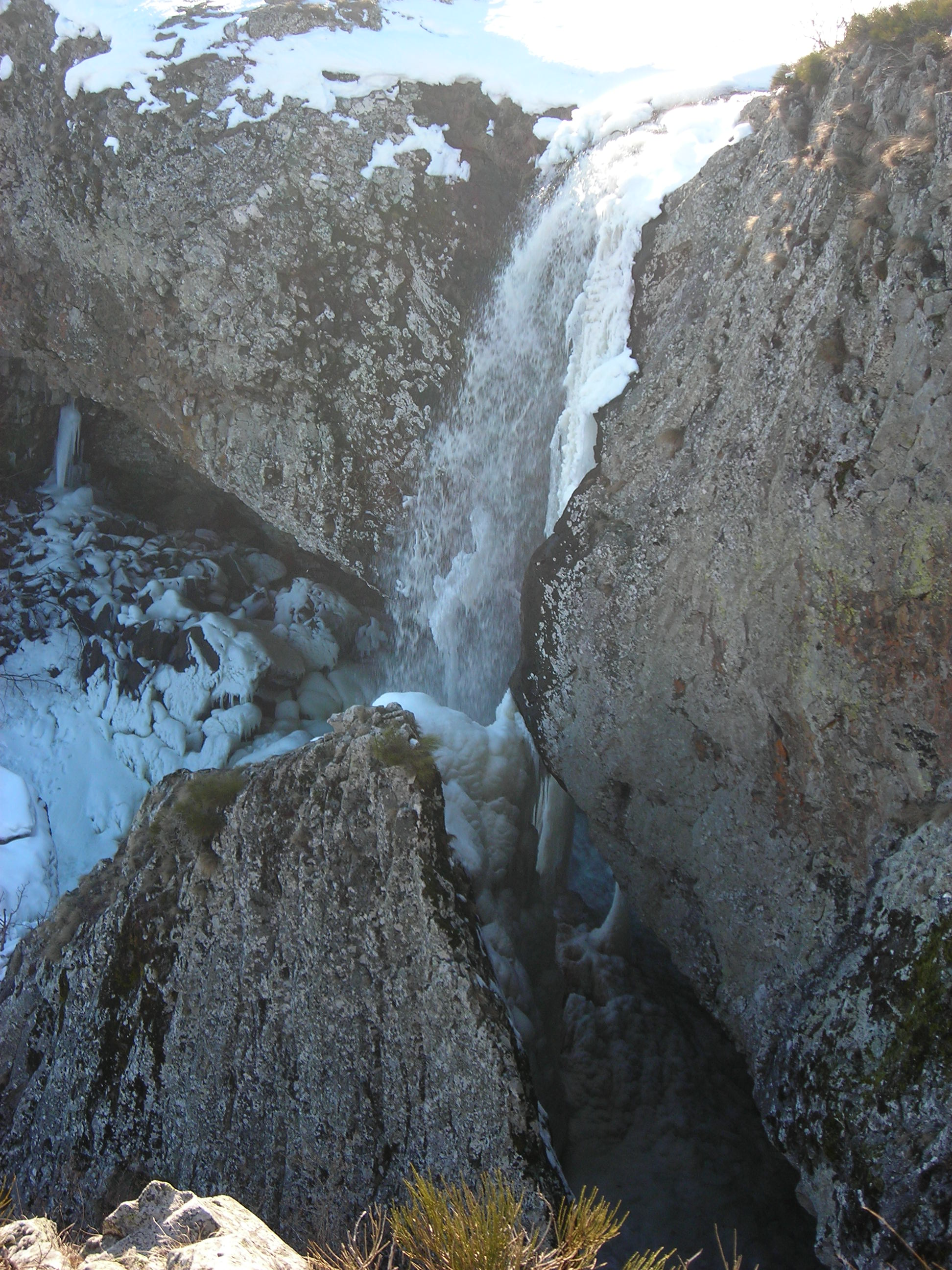
A Déroc-vízesés télen

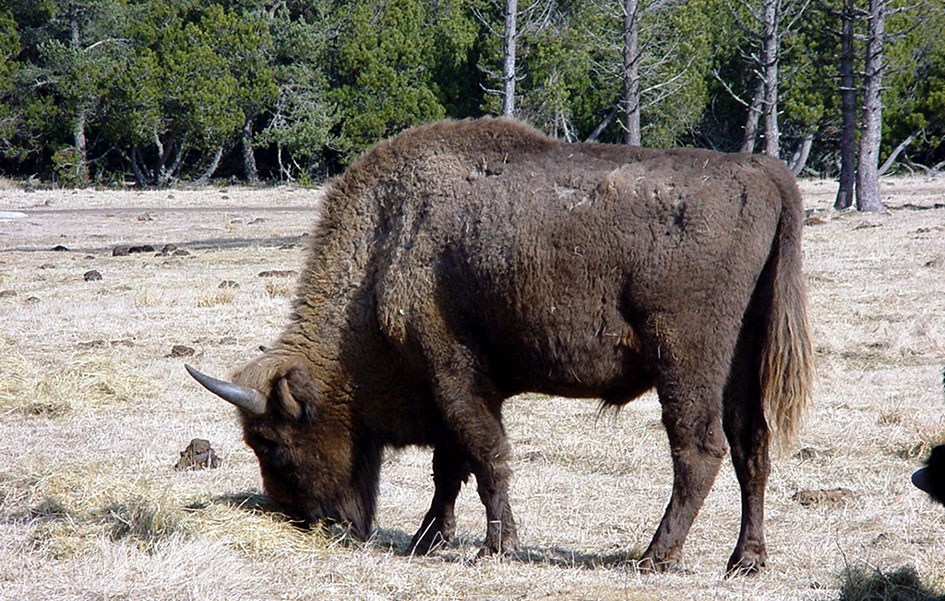
Sainte-Eulalie - bölényrezervátum

- A Tarn-folyó szurdokvölgye (Gorges du Tarn) Florac és Les Vignes között
- Az Aubrac-hegység glaciális eredetű tavai (Saint-Andéol-, Born-, Souveyrols-, Salhens-tó)
- Megkövült dinoszaurusz-lábnyomok Saint-Laurent-de-Trèves-nél.
- Cseppkőbarlangok:
  - Aven Armand (Meyrueis)
  - Grotte de Dargilan (Meyrueis)
  - Rocaysou-barlang (Banassac)
- Vízesések:
  - Déroc-vízesés (Nasbinals)
  - Lozerette-vízesés (Cocurès)
  - Chareylasse-vízesés (Altier)
  - Regourdel-vízesés (Chirac)
  - Recoux-vízesés (Les Laubies)
  - Bouchabès-vízesés (Recoules-d’Aubrac)
  - Salhens-vízesés (Saint-Amans)
  - Plagnes-vízesés (Trélans)
- Ásvány- és gyógyvízforrások
  - Bagnols-les-Bains
  - La Chaldette
  - Mazel
- Rezervátumok
  - Sainte-Lucie - Gévaudani farkasrezervátum
  - Sainte-Eulalie - bölényrezervátum

### Épített örökség
- Várak és várromok

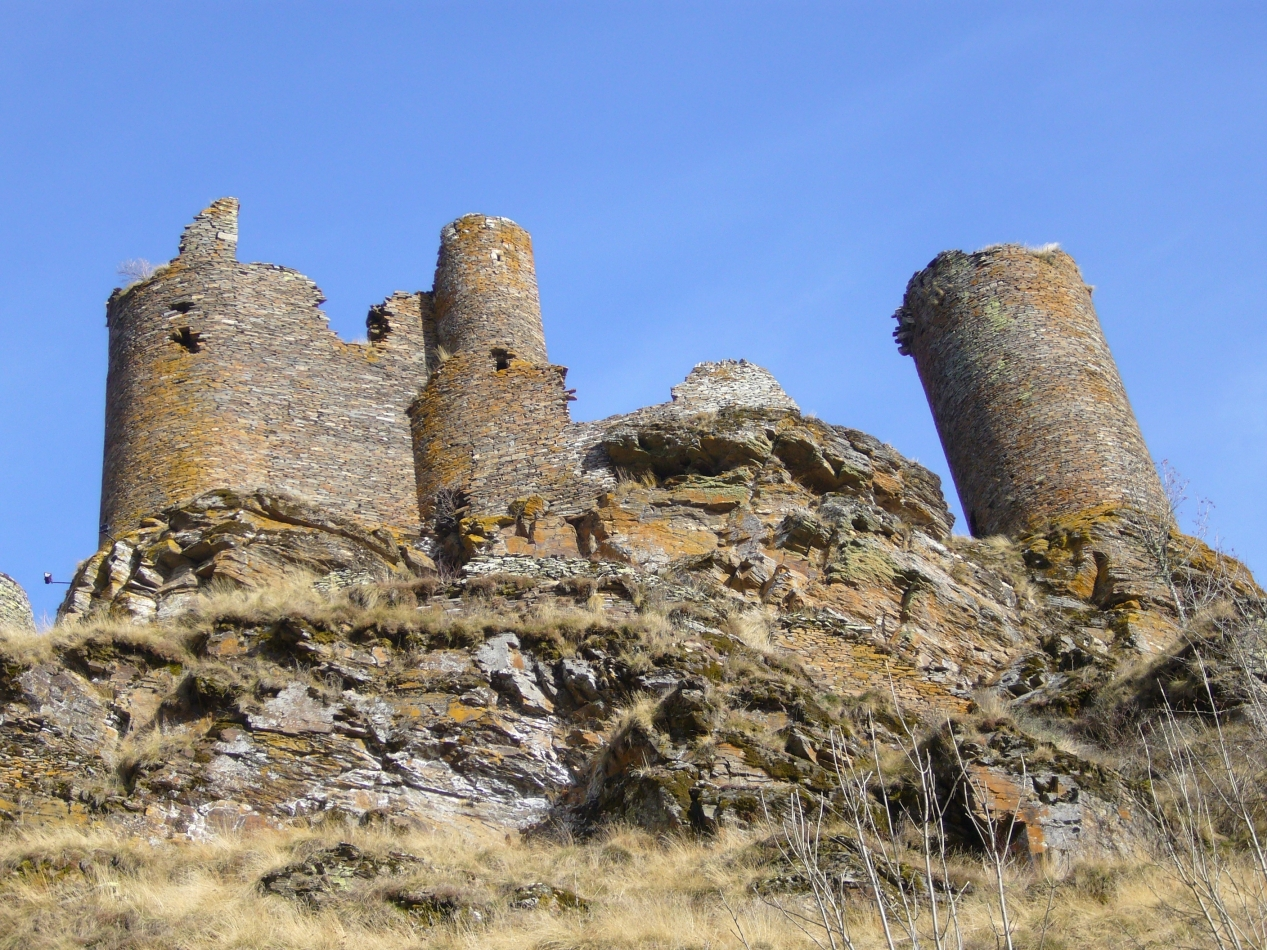
Tournel várának romjai

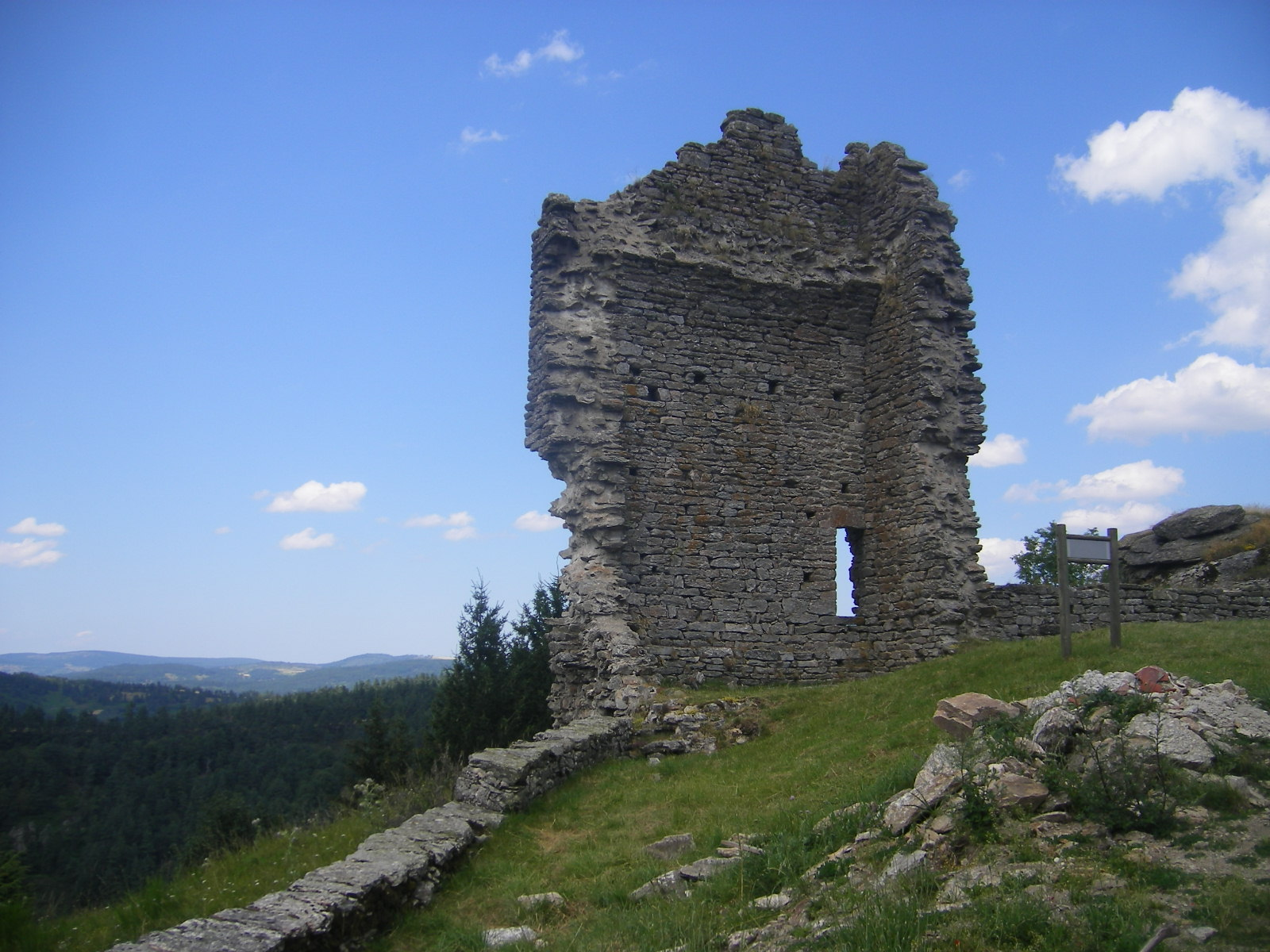
Luc várának romjai

  - Château de la Garde (Albaret-Sainte-Marie)
  - Villaret várának romja (Allenc)
  - Altier várának romjai
  - Arzenc várának romjai
  - Montferrand várának romjai (Banassac)
  - Canilhac várának romjai
  - Montjézieu vára (La Canourgue)
  - Chanac vártornya (donjon)
  - Le Villard - 12. századi vár maradványai
  - Tour des Anglais (Châteauneuf-de-Randon)
  - Clamouse várának romjai (Chaudeyrac)
  - Redoussas vára (Cubières)
  - Randon várának romjai (Estables)
  - Floraci várkastély
  - Jonchères várának romjai (Fontanes)
  - Montaleyrac várának romjai (Fournels)
  - Grèzes várának romjai
  - Château du Boy (Lanuéjols)
  - Château de Chapieu és La Prade várának romjai (Lanuéjols)
  - Montauroux várának romjai (Laval-Atger)
  - Château de la Caze (Laval-du-Tarn)
  - Luc várának romjai
  - Combejouve várának romjai (Les Monts-Verts)
  - Roure várának romjai (Prévenchères)
  - Apcher várának romjai
  - Montialoux vára (Saint-Bauzile
  - Condres várkastély (Saint-Bonnet-de-Montauroux)
  - Castelbouc és Hautesrives várának romjai (Sainte-Enimie)
  - Cellier várának romjai (Saint-Jean-la-Fouillouse)
  - Tournel várának romjai (Saint-Julien-du-Tournel
  - Saint-Saturnin vára
- Kastélyok

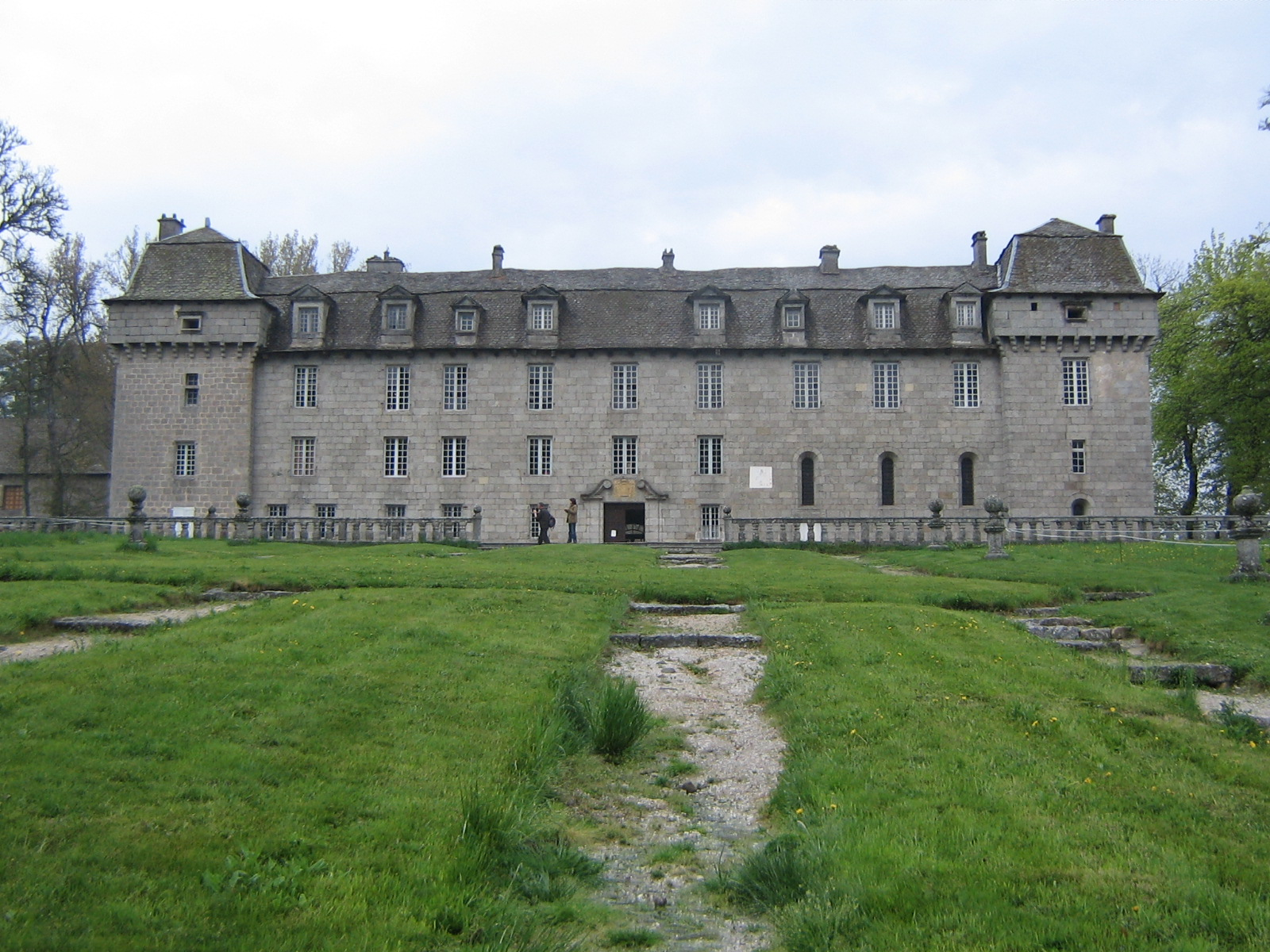
Baume-kastély (Prinsuéjols)

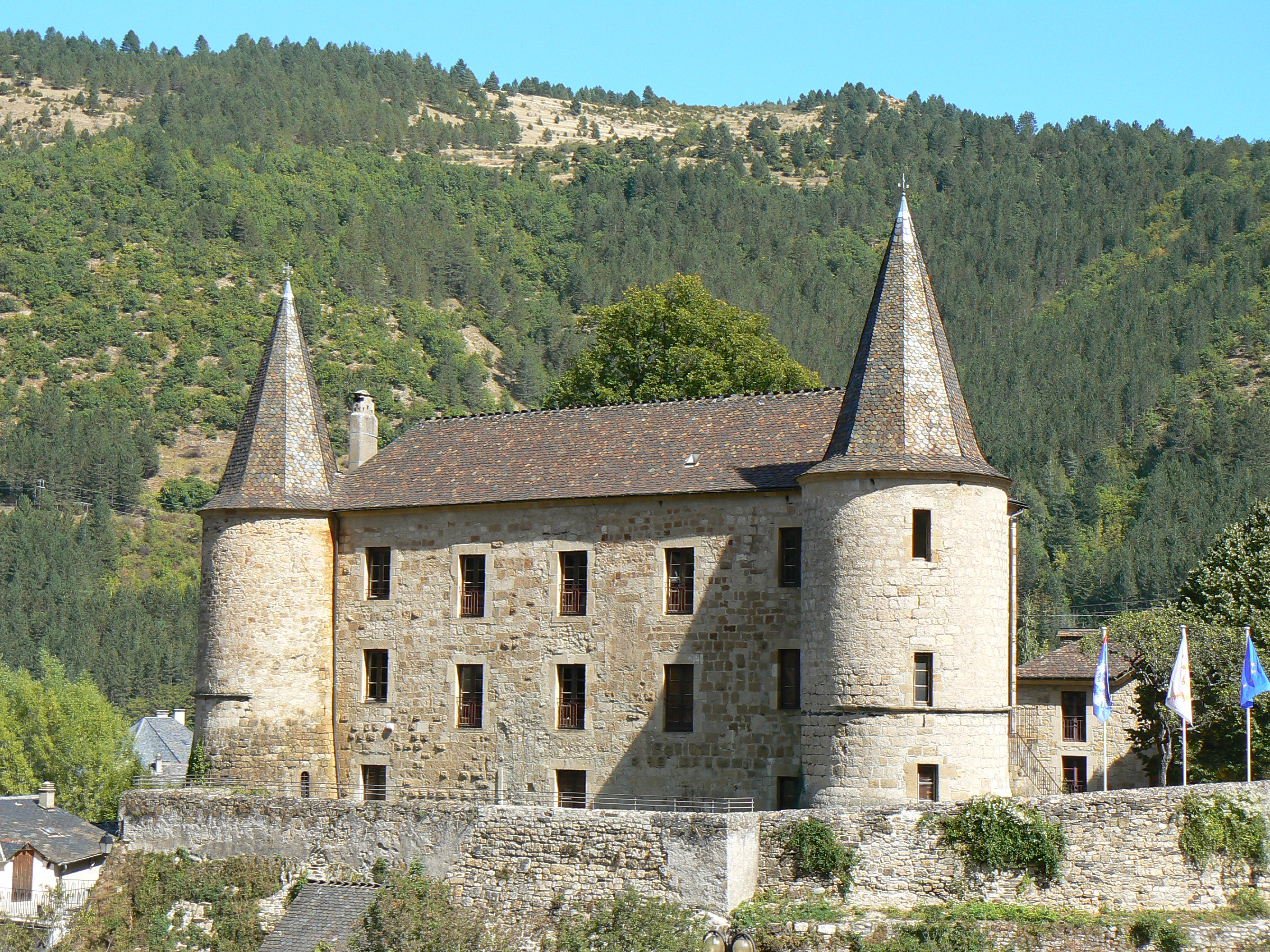
Florac kastélya

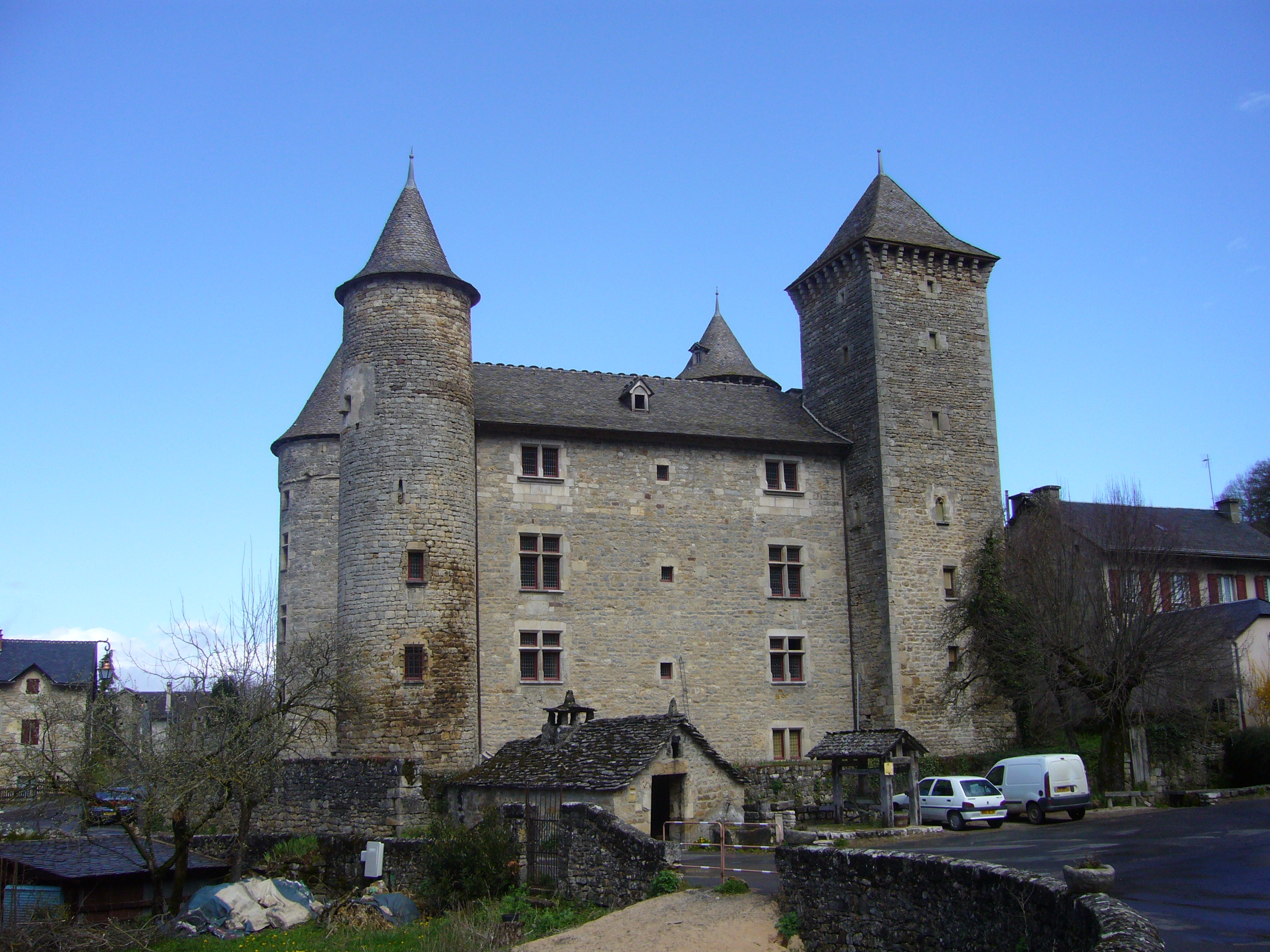
Saint-Saturnin várkastélya

- - Château d'Orfeuillette (Albaret-Sainte-Marie)
  - Château du Champs (Altier)
  - Crespin-kastély (Antrenas)
  - Soulages kastély (Auroux)
  - Fabrèges-kastély (Auroux)
  - Choizal-kastély (Balsièges)
  - Les Sallèles kastélya (Banassac)
  - Vignes- és Recoulettes-kastélyok (Barjac)
  - Préfontaine-kastély (Brenoux)
  - Auxillac kastélya
  - Chambon-le-Château községben két kastély is található
  - Ressouches - kastély és park (Chanac)
  - Chabaleyret-kastély (Chasseradès)
  - Fontfroide-kastély (Chastanier)
  - Fraisse-kastély (Chauchailles)
  - Marance-kastély (Esclanèdes)
  - Salles kastélya (Estables)
  - Chazeirollettes-kastély (Fontans)
  - Brion-kastély (Fournels)
  - Cougoussac és Génébrier-kastély (Gabrias)
  - Du Barry-kastély (Javols)
  - Grandlac-kastély (Laval-du-Tarn)
  - Manoir de Montesquiou (La Malène)
  - Montrodat: Sejas- és Carrière-kastélyok
  - Naussac apátsági kastélya
  - Planchamp-kastély
  - Castanet- és Morangiès-kastélyok (Pourcharesses)
  - Baume-kastély (Prinsuéjols)
  - Combettes- és Cheminade-kastélyok (Ribennes)
  - Morangiès-kastély (Saint-Alban-sur-Limagnole)
  - Saint-Denis- és Crouzet-kastély (Saint-Denis-en-Margeride)
  - Pouget- és La Roche-kastély (Saint-Germain-du-Teil)
  - Saint-Léger-du-Malzieu kastélya
  - Serverette kastélya
  - La Grange-kastély (Servières)
- Egyházi építmények
  - Saint-Privat-katedrális (Mende) - 1368-1467 között épült gótikus stílusban.
  - Csaknem valamennyi község rendelkezik jellemzően a 12-14. században román stílusban épült kőtemplommal
  - A megye rendkívül gazdag 16-19. századi szakrális kisemlékekben (kőkeresztek)
  - Mercoire-apátság (Cheylard-l’Évêque)
  - Saint Sauveur de Chirac-monostor (Le Monastier-Pin-Moriès)
- Ókori építészeti emlékek

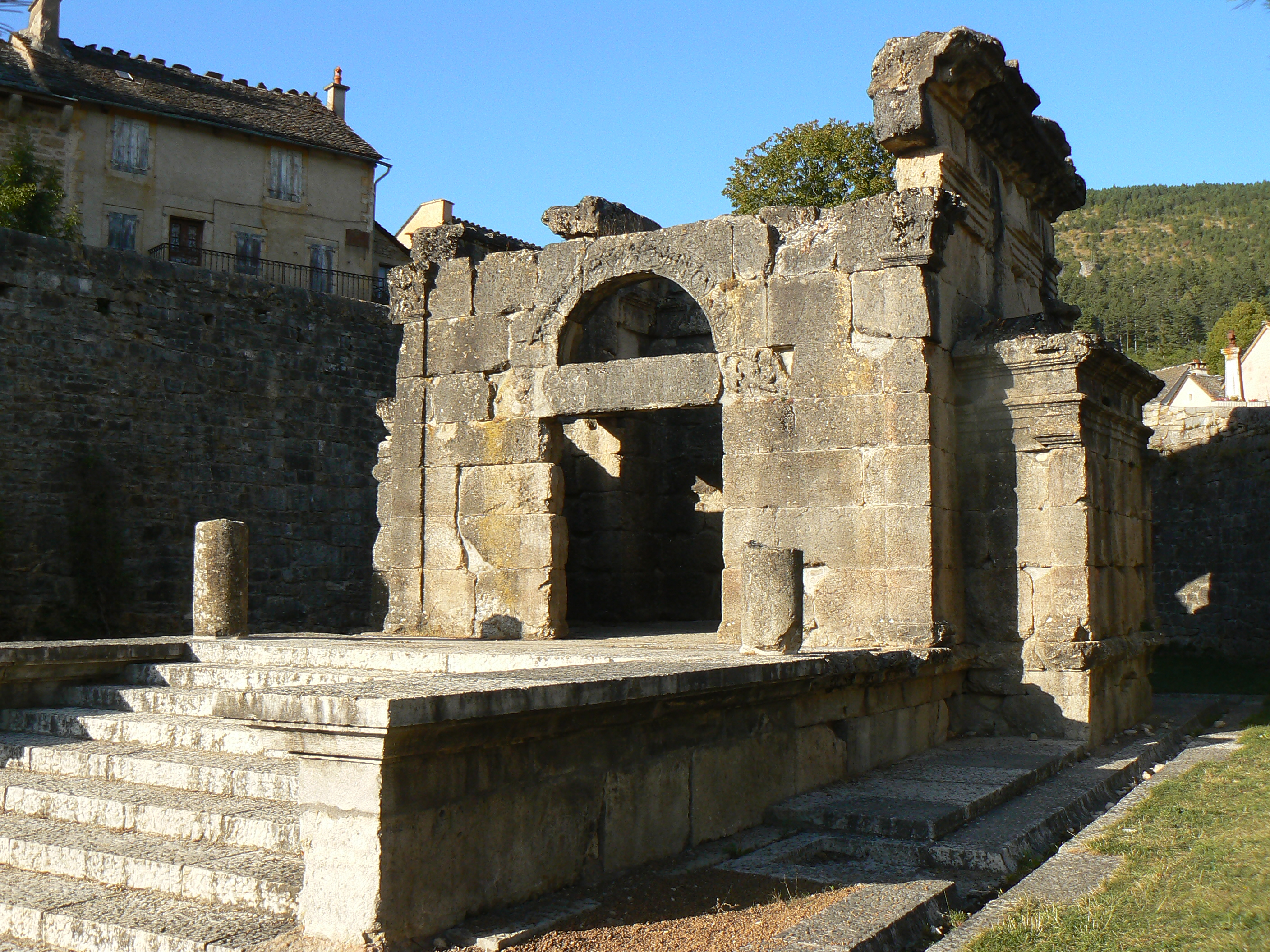
Lanuéjols - római mauzóleum

- - Javols - Anderitum római város romjai
  - Lanuéjols - római mauzóleum maradványai
  - Dolmenek és menhirek - elsősorban a causse-fennsíkokon maradtak fenn
  - Combret - római út maradványai
- Egyéb építészeti emlékek
  - Le Malzieu-Ville és Marvejols épen maradt középkori városfalai
  - La Garde-Guérin épségben maradt középkori település
  - A megyében számos 16-18. századi műemlék gazdasági- és lakóépület található

## Lásd még
- Gévaudan